# Francisco Mosquera Valencia
Francisco Antonio Mosquera Valencia (1 de abril de 1992) es un halterófilo colombiano, campeón mundial y campeón panamericano en tres oportunidades. En los Juegos Panamericanos de 2019 logró la medalla dorada en la categoría de 61 kg.

## Carrera
En 2016 sufrió una lesión en la rodilla izquierda, diez días antes del comienzo de los Juegos Olímpicos de Río, quedando afuera de la competencia. Su recuperación tardó 15 meses, llegando a ganar una medalla dorada en los Juegos Bolivarianos de 2017.

### Campeonatos mundiales
Mosquera ganó una medalla de oro en el Campeonato Mundial de Halterofilia de 2017 en Anaheim, convirtiéndose en el segundo campeón mundial colombiano en halterofilia tras Leidy Solís. En el Torneo Panamericano de Halterofilia, logró preseas doradas en las ediciones de 2013, 2014 y 2016. En los Juegos Panamericanos de 2019 ganó una presea dorada en la categoría de 61 kg.